# Библик, Валентин Васильевич

Могила на 4-м городском кладбище (Харьков)

Валентин Васильевич Библик (22 июня 1926, Енакиево, Артёмовский округ — 6 июня 2009, Харьков) — советский и украинский машиностроитель. Герой Социалистического Труда (1981). Член Академии инженерных наук Украины, кандидат технических наук.

## Биография
Родился 22 июня 1926 года в городе Енакиево
В 1932 году семья переехала в город Харьков.
С 1947 года начал работать на Харьковском тракторном заводе: инженер-технолог, заместитель начальника цеха, начальник технологического отдела. В 1957—1962 годах — главный технолог, в 1962—1969 годах — главный инженер, в 1969—1996 годах — директор.
Указом Президиума Верховного Совета СССР от 10 марта 1981 года Библику Валентину Васильевичу присвоено звание Героя Социалистического Труда с вручением ордена Ленина и золотой медали «Серп и Молот».
Много сделал для производства двигателей, топливной аппаратуры и гидравлических систем многих типов тракторов, включая Т-74 и Т-150. Под его руководством проведена реконструкция и техническое переоборудование завода, построены новые производственные и бытовые корпуса, введены новые автоматизированные линии, роботизированные комплексы.
Избирался народным депутатом местных советов и Верховного Совета УССР 10—11 созывов.
Умер 6 июня 2009 года в Харькове, где и похоронен на центральной аллее 4-го городского кладбища вместе с женой.

## Награды
- Медаль «Серп и Молот» (10 марта 1981);
- дважды орден Ленина (5 августа 1966, 10 марта 1981);
- Орден Октябрьской Революции (5 апреля 1971);
- дважды орден Трудового Красного Знамени (16 марта 1976, 10 июня 1986);
- Почётный знак отличия Президента Украины (7 мая 1995)[3];
- Государственная премия СССР;
- Заслуженный машиностроитель Украинской ССР (19 сентября 1991)[4];
- Почётный гражданин Харькова (1999);
- медали.